# Кубок Короля Бахрейну з футболу 2018—2019
Кубок Короля Бахрейну з футболу 2018—2019 — 64-й розіграш кубкового футбольного турніру у Бахрейні. Титул володаря кубка вшосте здобула Аль-Ріффа.

## Календар
| Раунд                 | Дата                        | Матчі | Клуби   |
| --------------------- | --------------------------- | ----- | ------- |
| Кваліфікаційний раунд | 30 серпня - 25 вересня 2018 | 16    | 19 → 16 |
| 1/8 фіналу            | 21-22/25-27 жовтня 2018     | 16    | 16 → 8  |
| 1/4 фіналу            | 4-5/8-9 грудня 2018         | 8     | 8 → 4   |
| 1/2 фіналу            | 6/11 лютого 2019            | 4     | 4 → 2   |
| Фінал                 | 21 лютого 2019              | 1     | 2 → 1   |

## 1/8 фіналу
| Команда 1         | Заг.         | Команда 2       | 1-й матч | 2-й матч |
| ----------------- | ------------ | --------------- | -------- | -------- |
| 21/25 жовтня 2018 |              |                 |          |          |
| Бахрейн (2)       | 2:3          | Аль-Шабаб       | 0:1      | 2:2      |
| Малкія            | 0:2          | Аль-Хала        | 0:1      | 0:1      |
| Бусайтін (2)      | 3:3 пен. 4:5 | Аль-Ріффа       | 2:2      | 1:1      |
| Будая             | 1:3          | Аль-Мухаррак    | 0:1      | 1:2      |
| 22/26 жовтня 2018 |              |                 |          |          |
| Аль-Хідд          | 3:0          | Сітра (2)       | 1:0      | 2:0      |
| Іст Ріффа         | 0:0 пен. 4:2 | Іса Таун (2)    | 0:0      | 0:0 дч   |
| 22/27 жовтня 2018 |              |                 |          |          |
| Аль-Аглі (2)      | 2:3          | Манама Клаб     | 2:2      | 0:1      |
| Аль-Наджма        | 5:2          | Аль-Іттіхад (2) | 2:1      | 3:1      |

## 1/4 фіналу
| Команда 1       | Заг.    | Команда 2    | 1-й матч | 2-й матч |
| --------------- | ------- | ------------ | -------- | -------- |
| 4/8 грудня 2018 |         |              |          |          |
| Іст Ріффа       | 0:2     | Аль-Хідд     | 0:1      | 0:1      |
| Аль-Хала        | 3:2     | Аль-Наджма   | 3:2      | 0:0      |
| 5/9 грудня 2018 |         |              |          |          |
| Аль-Шабаб       | 1:4     | Аль-Ріффа    | 0:1      | 1:3      |
| Манама Клаб     | 2:2 (ч) | Аль-Мухаррак | 2:1      | 0:1      |

## 1/2 фіналу
| Команда 1        | Заг. | Команда 2    | 1-й матч | 2-й матч |
| ---------------- | ---- | ------------ | -------- | -------- |
| 6/11 лютого 2019 |      |              |          |          |
| Аль-Хала         | 2:5  | Аль-Хідд     | 0:3      | 2:2      |
| Аль-Ріффа        | 4:1  | Аль-Мухаррак | 3:1      | 1:0      |

## Фінал
| 21 лютого 2019 17:00 (EEST) |

| Аль-Хідд          | 1:2 дч   | Аль-Ріффа                                  |
| ----------------- | -------- | ------------------------------------------ |
| Саад Аль-Амер 67' | Протокол | Саєд Мохамед Аднан 95' (аг) Алі Харам 103' |

| Бахрейнський національний стадіон, Ріффа Арбітр: Ісса Абдулла |